# Lliga de Campions de la WSE femenina 2024-2025
La Lliga de Campions de la WSE femenina 2024-25 fou la dinovena edició de la competició. Se celebrà des del 9 de novembre de 2024 fins al 28 d'abril de 2025 i fou organitzada per la World Skate Europe Rink Hockey. Hi participaren deu equips de les principals lligues europees, cinc dels quals de l'OK Lliga, el CP Esneca Fraga, vigent campió, el CP Vila-sana Coop d'Ivars, el Generali HC Palau, el Telecable HC i el Martinelia CP Manlleu. La competició es disputà en dues fases, la primera, en format de fase regular, i la segona, en format d'eliminació directa.
La fase final de la competició se celebrà al Pavelló Municipal Maria Victor de Palau-solità i Plegamans, coincidint amb el 50è aniversari del Generali HC Palau de Plegamans. Es proclamà campió l'equip amfitrió, que guanyà la final per 1 a 0 al Telecable HC. El club del Vallès Occidental aconseguí la seva tercera Lliga de Campions.

## Clubs participants
- SL Benfica
- ECU RHC
- CP Esneca Fraga
- Martinelia Manlleu
- ASD Roller Matera
- Nantes LAV
- Generali HC Palau de Plegamans
- Telecable HC
- RSC Uttigen
- CP Vila-sana Coop d'Ivars

## Ronda prèvia
El Martinelia Manlleu, l'ECU RHC, l'ASD Roller Motera i el RSC Uttigen disputaren la ronda prèvia a la fase regular de la competició. L'eliminatòria es disputà a doble partit, celebrant-se l'anada el 9 de novembre i la tornada el 16 de novembre. Es classificaren el Martinelia Manlleu i RSC Uttigen.
| Equip 1            | Global | Equip 2           | Anada | Tornada |
| ------------------ | ------ | ----------------- | ----- | ------- |
| Martinelia Manlleu | 5-0    | ASD Roller Matera | 2-0   | 3-0     |
| ECU                | 4-5    | RSC Uttigen       | 1-2   | 3-3     |

## Fase de grups

### Grup A
| Pos | Equip        | PJ | PG | PE | PP | GF | GC | DG  | Pts |  | TEL | BEN  | NAN  | UTT  |
| --- | ------------ | -- | -- | -- | -- | -- | -- | --- | --- |  | --- | ---- | ---- | ---- |
| 1   | Telecable HC | 6  | 5  | 1  | 0  | 38 | 3  | +35 | 16  |  | —   | 1–1  | 9–0  | 10–0 |
| 2   | SL Benfica   | 6  | 4  | 1  | 1  | 52 | 8  | +44 | 13  |  | 2–5 | —    | 14–1 | 19–0 |
| 3   | Nantes LAV   | 6  | 2  | 0  | 4  | 8  | 39 | −31 | 6   |  | 0–7 | 1–6  | —    | 2–1  |
| 4   | RSC Uttigen  | 6  | 0  | 0  | 6  | 3  | 51 | −48 | 0   |  | 0–6 | 0–10 | 2–4  | —    |

### Grup B
| Pos | Equip                     | PJ | PG | PE | PP | GF | GC | DG | Pts |  | PAL | FRA | VLS | MAN |
| --- | ------------------------- | -- | -- | -- | -- | -- | -- | -- | --- |  | --- | --- | --- | --- |
| 1   | Generali HC Palau         | 6  | 5  | 0  | 1  | 12 | 7  | +5 | 15  |  | —   | 1–0 | 1–0 | 4–1 |
| 2   | CP Esneca Fraga           | 6  | 3  | 0  | 3  | 12 | 9  | +3 | 9   |  | 1–2 | —   | 2–1 | 4–0 |
| 3   | CP Vila-sana Coop d'Ivars | 6  | 3  | 0  | 3  | 5  | 4  | +1 | 9   |  | 3–1 | 5–4 | —   | 0–1 |
| 4   | Martinelia Manlleu        | 6  | 1  | 0  | 5  | 4  | 13 | −9 | 3   |  | 2–3 | 0–1 | 0–1 | —   |

## Final a quatre
La final a quatre es disputà des del 26 fins al 27 d'abril al Pavelló Municipal d'Esports Maria Víctor de Palau-solità i Plegamans, en el marc del cinquantè aniversari del Generali HC Palau. Hi participaren el CP Esneca Fraga, vigent campió, el Telecable HC, el SL Benfica i l'equip vallesà com a amfitrió. Els partits foren retransmesos en directe pel canal Esport3 i pel web oficial de la World Skate Europe.

### Quadre de competició
|  | Semifinals           | Semifinals        |                      |   | Final | Final |
|  |                      |                   |                      |   |       |       |
|  | 26 d'abril 16:00 CET |                   |                      |   |       |       |
|  |                      |                   |                      |   |       |       |
|  | Telecable HC         | 5                 |                      |   |       |       |
|  | Telecable HC         | 5                 | 27 d'abril 12:15 CET |   |       |       |
|  | CP Esneca Fraga      | 4                 |                      |   |       |       |
|  | CP Esneca Fraga      | 4                 | Telecable HC         | 0 |       |       |
|  | 26 d'abril 13:00 CET |                   | Telecable HC         | 0 |       |       |
|  |                      | Generali HC Palau | 1                    |   |       |       |
|  | Generali HC Palau    | Generali HC Palau | 1                    | 5 |       |       |
|  | Generali HC Palau    |                   |                      | 5 |       |       |
|  | SL Benfica           | 2                 |                      |   |       |       |
|  | SL Benfica           | 2                 |                      |   |       |       |

### Semifinals

#### Telecable HC vs CP Esneca Fraga
| Telecable HC                                                    | 5‐4            | CP Esneca Fraga                             |
| --------------------------------------------------------------- | -------------- | ------------------------------------------- |
| Igualada 3' · Ferreira 24', 26' · Roces 40' · González Lolo 43' | Informe Partit | Arxé 8', 24' · Sanjurjo 10' · Fernández 35' |

#### Generali HC Palau vs SL Benfica
| Generali HC Palau                                                     | 5‐2            | SL Benfica               |
| --------------------------------------------------------------------- | -------------- | ------------------------ |
| Fontdegloria 18' · Florenza 21', 47', 48' (f.d.) · Puigdueta 41' (p.) | Informe Partit | Silva 20' · Blackman 45' |

### Final
El Telecable HC i el Generali HC Palau disputaren la final de la XIX Lliga de Campions d'hoquei sobre patins, que es disputà al Pavelló Municipal d'Esports Maria Víctor de Palau-solità i Plegamans, el 27 d'abril de 2025. La final es decidí amb un gol de Laura Puigdueta al primer minut del partit. Hi hagué molta igualtat durant la resta del matx, amb bones actuacions de les dues porteres, Fernanda Hidalgo, per part asturiana, i Laura Vicente, per parta vallesana. El Generali HC Palau aixecà el seu tercer títol de la competició, que coincidí amb el 50è aniversari del club.
| Telecable HC | 0‐1                  | Generali HC Palau |
| ------------ | -------------------- | ----------------- |
|              | Partit Estadístiques | Puigdueta 1'      |

| Telecable HC | Generali HC Palau |

| #           | Pos. | Nom                    |     |
| ----------- | ---- | ---------------------- | --- |
| 10          | POR  | Fernanda Hidalgo       | 32' |
| 5           |      | Sara González Lolo     |     |
| 6           |      | Marta González Piquero |     |
| 8           |      | Judith Cobián          |     |
| 9           |      | Nuria Almeida          | 29' |
| 22          |      | Sara Roces             |     |
| 26          |      | Ana Catarina Ferreira  |     |
| 74          |      | Ángela Fernández       |     |
| 96          |      | Maria Igualada         |     |
| 1           | POR  | Victoria Novo          |     |
| Entrenadora |      |                        |     |
| Natasha Lee |      |                        |     |

| Campió de la Lliga de Campions de la WSE 2024-25 |
| ------------------------------------------------ |
| Generali HC Palau Tercer títol                   |

| #              | Pos. | Nom                |  |
| -------------- | ---- | ------------------ |  |
| 88             | POR  | Laura Vicente      |  |
| 2              |      | Berta Busquets     |  |
| 3              |      | Laura Puigdueta    |  |
| 5              |      | Anna Casarramona   |  |
| 6              |      | Aina Florenza      |  |
| 7              |      | Carla Fontdeglòria |  |
| 17             |      | Mariona Colomer    |  |
| 19             |      | Elsa Salvañà       |  |
| 62             |      | Marina Codina      |  |
| 8              | POR  | Jana Costa         |  |
| Entrenador     |      |                    |  |
| Andi Colaianni |      |                    |  |

## Estadístiques
| Nota. Jugadores amb sis o més gols |

| \| Màxima golejadora \| Màxima golejadora \| Màxima golejadora \| Màxima golejadora \| Màxima golejadora \| Màxima golejadora \| Màxima golejadora \| Màxima golejadora \| Màxima golejadora \| \| # \| Nom \| Club \| G \| PJ \| GPP \| Asst. \| Pen \| FD \| \| ----------------- \| ---------------------- \| ----------------- \| ----------------- \| ----------------- \| ----------------- \| ----------------- \| ----------------- \| ----------------- \| \| 1 \| Sara Roces \| Telecable HC \| 16 \| 8 \| 2.00 \| 1 \| 0 \| 1/1 \| \| 2 \| Beatriz Figuereido \| SL Benfica \| 10 \| 6 \| 1.67 \| 1 \| 0 \| 0 \| \| 2 \| Aimee Blackman \| SL Benfica \| 10 \| 7 \| 1.43 \| 1 \| 1/3 \| 2/3 \| \| 4 \| Marlene Sousa \| SL Benfica \| 8 \| 7 \| 1.14 \| 4 \| 0 \| 0 \| \| 4 \| Maria Sofia Silva \| SL Benfica \| 8 \| 7 \| 1.14 \| 3 \| 0 \| 0 \| \| 4 \| Raquel Santos \| SL Benfica \| 8 \| 7 \| 1.14 \| 1 \| 0/1 \| 0 \| \| 7 \| Sofia Adriano Moncovio \| SL Benfica \| 7 \| 5 \| 1.40 \| 0 \| 0 \| 0 \| \| 8 \| Aina Florenza \| Generali HC Palau \| 6 \| 8 \| 0.75 \| 1 \| 0/1 \| 1/2 \| \| 8 \| Ana Catarina Ferreira \| Telecable HC \| 6 \| 7 \| 0.86 \| 1 \| 0 \| 0 \| Font: World Skate Europe |                        |                   |    |    |      |       |     |     |
| Màxima golejadora |                        |                   |    |    |      |       |     |     |
| # | Nom                    | Club              | G  | PJ | GPP  | Asst. | Pen | FD  |
| 1 | Sara Roces             | Telecable HC      | 16 | 8  | 2.00 | 1     | 0   | 1/1 |
| 2 | Beatriz Figuereido     | SL Benfica        | 10 | 6  | 1.67 | 1     | 0   | 0   |
| 2 | Aimee Blackman         | SL Benfica        | 10 | 7  | 1.43 | 1     | 1/3 | 2/3 |
| 4 | Marlene Sousa          | SL Benfica        | 8  | 7  | 1.14 | 4     | 0   | 0   |
| 4 | Maria Sofia Silva      | SL Benfica        | 8  | 7  | 1.14 | 3     | 0   | 0   |
| 4 | Raquel Santos          | SL Benfica        | 8  | 7  | 1.14 | 1     | 0/1 | 0   |
| 7 | Sofia Adriano Moncovio | SL Benfica        | 7  | 5  | 1.40 | 0     | 0   | 0   |
| 8 | Aina Florenza          | Generali HC Palau | 6  | 8  | 0.75 | 1     | 0/1 | 1/2 |
| 8 | Ana Catarina Ferreira  | Telecable HC      | 6  | 7  | 0.86 | 1     | 0   | 0   |